# ثحثحيات
ثُحْثُحيات (الاسم العلمي: Philesiaceae)، جنس نباتات مُزهرة من رتبة الزنبقيات. تضم جنسان وكلاهُما أُحادي الطراز.
وهي شجيرات خشبية أو كروم تستوطن جنوب تشيلي.